# Albanella
Albanella är en ort och kommun i provinsen Salerno i regionen Kampanien i Italien. Kommunen hade 6 394 invånare (2017).